# Perusia subustimaculata
Perusia subustimaculata är en fjärilsart som beskrevs av W. Warren 1900. Perusia subustimaculata ingår i släktet Perusia och familjen mätare. Inga underarter finns listade i Catalogue of Life.